# Jad Binjamin
Jad Binjamin (hebr.: יד בנימין; pol. Pamięci Binjamina) – wieś położona w samorządzie regionu Nachal Sorek, w Dystrykcie Centralnym, w Izraelu.
Leży w północno-zachodniej części pustyni Negew, na południowy zachód od miasteczka Gedera, w otoczeniu moszawów Bet Chilkijja, Kidron i Jesodot, oraz kibucu Rewadim. Na północ od wioski znajduje się Baza lotnicza Tel Nof, należąca do Sił Powietrznych Izraela. Na wschód od wioski znajduje się duża baza wojskowa Sił Obronnych Izraela.
W wiosce znajdują się władze administracyjne samorządu regionu Nachal Sorek.

## Historia
Osada została założona w 1962 przez członków syjonistycznej partii politycznej Agudat Israel Workers, która wchodziła w sojusz partii Agudat Israel. W wiosce utworzono religijne centrum edukacyjne. Nazwa oddawała cześć zmarłemu rok wcześniej ministrowi komunikacji Binjaminowi Mintz.
W 2005 w wiosce osiedliło się około 200 żydowskich rodzin ewakuowanych ze Strefy Gazy. Część z nich przeniosła się później do sąsiedniego kibucu Chafec Chajjim i moszawu Jesodot.

## Edukacja
W wiosce znajduje się szkoła podstawowa. Z uczelni religijnych są tutaj: Talmud Tora Tora Ha-Chaim oraz Breuer Hafets Haim Religious School.

## Gospodarka
Gospodarka wioski opiera się na intensywnym rolnictwie.

## Komunikacja
Wzdłuż północnej granicy wioski biegnie autostrada nr 7, a wzdłuż wschodniej granicy biegnie autostrada nr 6, nie ma jednak możliwości bezpośredniego wjazdu na nie. Obie autostrady krzyżują się w dużym węźle drogowym położonym na północny wschód od wioski. Z wioski wychodzi lokalna droga na południe, którą dojeżdża się do skrzyżowania z drogą ekspresową nr 3  (Aszkelon-Modi’in-Makkabbim-Re’ut). Można nią dojechać do obu autostrad. Natomiast lokalna droga wychodząca z wioski na południowy zachód dojeżdża do sąsiedniego moszawu Bet Chilkijja.